# 아일랜드의 배우 목록
다음은 아일랜드의 배우 목록이다.

## 다
- 에이다 디아스

## 라
- 에이다 레이한

## 마
- 로니 매스터슨
- 모야 맥길

## 바
- 에바 버시슬

## 사
- 빅토리아 스머핏
- 콘스턴스 스미스
- 해리엇 스미스슨

## 아
- 엘리자베스 레베카 에드윈
- 엘리자베스 오닐
- 마가렛 워핑턴

## 차
- 메리 찰리온

## 카
- 로즈 코글란
- 엘렌 킨

## 하
- 샤론 호건